# Bad Girl (película)

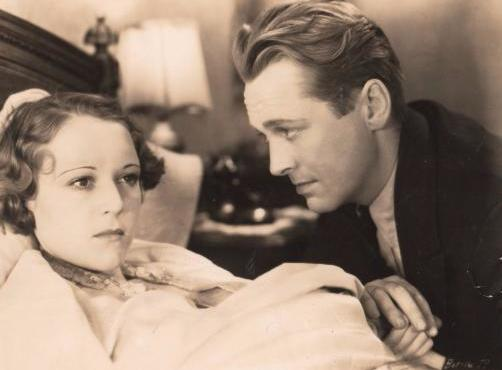
Fotografía de prensa de la película.

Chica mala es una película dramática estadounidense de 1931. La película se realizó a partir de un guion escrito por Edwin J. Burke, basándose en una novela, posteriormente adaptada al teatro, de Viña Delmar, y fue dirigida por Frank Borzage.
La película está protagonizada por Sally Eilers, James Dunn y Minna Gombell, y relata la vida y los amores de gente normal a través de sus vidas ordinarias. Fue nominada a los Óscar a la mejor película; Borzage ganó el Óscar al mejor director y Burke ganó el premio al mejor guion adaptado.

## Reparto
- James Dunn como Eddie Collins.
- Sally Eilers como Dorothy Haley.
- Minna Gombell como Edna Driggs.